# Charles Inglis
Pour les articles homonymes, voir Inglis.
Charles Edward Inglis (prononcer [ˈɪŋɡəlz]; né le 31 juillet 1875 - mort le 19 avril 1952) est un ingénieur des travaux publics britannique, formé à King's College (Cambridge), où il poursuivit une carrière académique après avoir travaillé pendant deux ans chez John Wolfe-Barry. Sous la direction des professeurs James Alfred Ewing et Bertram Hopkinson, il a mené plusieurs recherches importantes sur l'effet des vibrations dans les structures et sur le rôle des fissures dans la rupture fragile des plaques en acier.
Inglis a servi dans les Royal Engineers pendant la Première Guerre mondiale et inventa le pont en treillis Inglis, un pont de secours en acier précurseur des ponts Bailey de la Seconde Guerre mondiale. En 1916, il se trouva chargé de la conception et de l'acheminement des pontons par le War Office et il imagina, en collaboration avec Giffard Le Quesne Martel (en), l'emploi de pontons flottants à caissons. Inglis retourna à la vie civile en 1919, élevé au rang d’Officier de l’Ordre de l'Empire britannique et reprit son enseignement à l'université de Cambridge, en tant que directeur du département des sciences de l'ingénieur.

## Biographie

### Années de jeunesse
Charles Inglis était le fils cadet du Dr Alexander Inglis, médecin généraliste à Worcester, et de sa première épouse, Florence, fille du directeur de journal John Frederick Feeney (en). Alexander Inglis était issu d'une famille écossaise en vue puisque son grand-père, John Inglis, était amiral de la Royal Navy et avait commandé le HMS Belliqueux (en) à la Bataille de Camperdown en 1797.
Charles Inglis était si faible à sa naissance, le 31 juillet 1875, qu'on se hâta de le baptiser dans la salle de bains de ses parents, et sa mère mourut des complications de l'accouchement onze jours plus tard. Sa famille déménagea à Cheltenham et Inglis fréquenta Cheltenham College de 1889 à 1894. La dernière année, étant premier de sa classe, il bénéficia d'une bourse pour suivre le Tripos de Mathématiques à King's College (Cambridge),. Inglis en sortit 22e wrangler lorsqu'il fut diplômé Bachelor of Arts en 1897 ; l'année suivante, il obtenait le premier prix de Mécanique,. Inglis était un sportif accompli, amateur de demi-fond, de randonnée et de voile.
Une fois diplômé, Inglis travailla comme stagiaire chez John Wolfe-Barry & Partners,, puis fut recruté comme projeteur et, au bout de plusieurs mois, devint l'assistant d’Alexander Gibb, l'ingénieur chargé du prolongement des lignes du Metropolitan District Railway entre Whitechapel et Bow,. Inglis était chargé de la conception et du suivi des travaux des treize ponts de la ligne,,. C'est de cette époque que datent ses premières recherches sur la vibration des structures et ses effets sur la fatigue des métaux.

### Jeune universitaire
En 1901, Inglis fut recruté fellow de King's College, au vu de sa thèse sur L’Équilibrage des moteurs, qui constituait le premier traitement général de la question, d'actualité vu la vitesse croissante des locomotives,. La même année, il obtint le diplôme de Master of Arts et fut coopté comme membre de l'Institution of Civil Engineers (ICE) après avoir remporté le Prix Miller de cette institution, pour son article sur The Geometrical Methods in Investigating Mechanical Problems,,. N'ayant accompli que deux des cinq années de stage requises chez Wolfe-Barry, il démissionna pour se consacrer à son travail d’assistant du professeur de génie mécanique, James Alfred Ewing, à King's College,,. Il y poursuivit ses recherches sur l'équilibrage des moteurs et déposa un brevet aux États-Unis : il s'agissait d'un moteur auto-équilibré grâce au montage en opposition des pistons (16 avril 1902).
Ewing démissionna de sa chaire de l'université en 1903 pour prendre la direction de l'Instruction Navale auprès de l'Amirauté, mais Inglis choisit de rester ; le Professeur Bertram Hopkinson, successeur d'Ewing, le recruta comme préparateur de mécanique et travailla avec lui sur les effets des vibrations,,. Inglis fut promu maître de conférences de génie mécanique en 1908. Hopkinson reconnut les grandes capacités didactiques d'Inglis et lui confia une grande partie des cours, de la statique au béton armé en passant par la dynamique, les machines tournantes, la résistance des matériaux, le dessin industriel et la conception des ponts. Inglis déclara par la suite que lorsqu'il voulait approfondir ses connaissances dans un champ de la technique, il lui suffisait de se porter volontaire pour l'enseigner. À partir de 1911, Inglis se consacra à l'hydraulique et siégea au directoire de la compagnie des eaux locale, dont il fut vice-président de 1924 à 1928 puis président de 1928 à 1952.
Dans le cadre de ses recherches sur la fracture des plaques métalliques et des coques de navires, il observa que les trous de rivet le long des déchirures étaient souvent allongés suivant une forme elliptique, ce qui l'incita calculer la concentration de contraintes élastiques au sommet du grand axe d'un trou elliptique ; dès 1913 il publiait la solution analytique de ce problème, qui se trouve à l'origine de l'une des plus importantes théories du XXe siècle en mécanique de la rupture,, : quelques années plus tard, en effet, Griffith s'en inspira pour résoudre l’écart apparent entre la résistance théorique et réelle des materiaux et formuler une théorie générale de la fissuration des tôles. L'article d'Inglis de 1913 a depuis été cité plus de 1 200 fois.
Inglis avait épousé en 1901 la fille d'un lieutenant-colonel des Frontaliers des Galles du Sud, Eleanor Moffat, qu'il avait rencontrée lors de vacances en Suisse. Ils s'établirent à Maitland House, à Cambridge, jusqu'à ce qu'en 1904, Inglis fasse construire une maison non loin de Grantchester, qu'il baptisa Balls Grove ; Ses deux filles y passèrent leur enfance et la famille ne déménagea qu'en 1925,, au no 10 de Latham Road.

### Service militaire

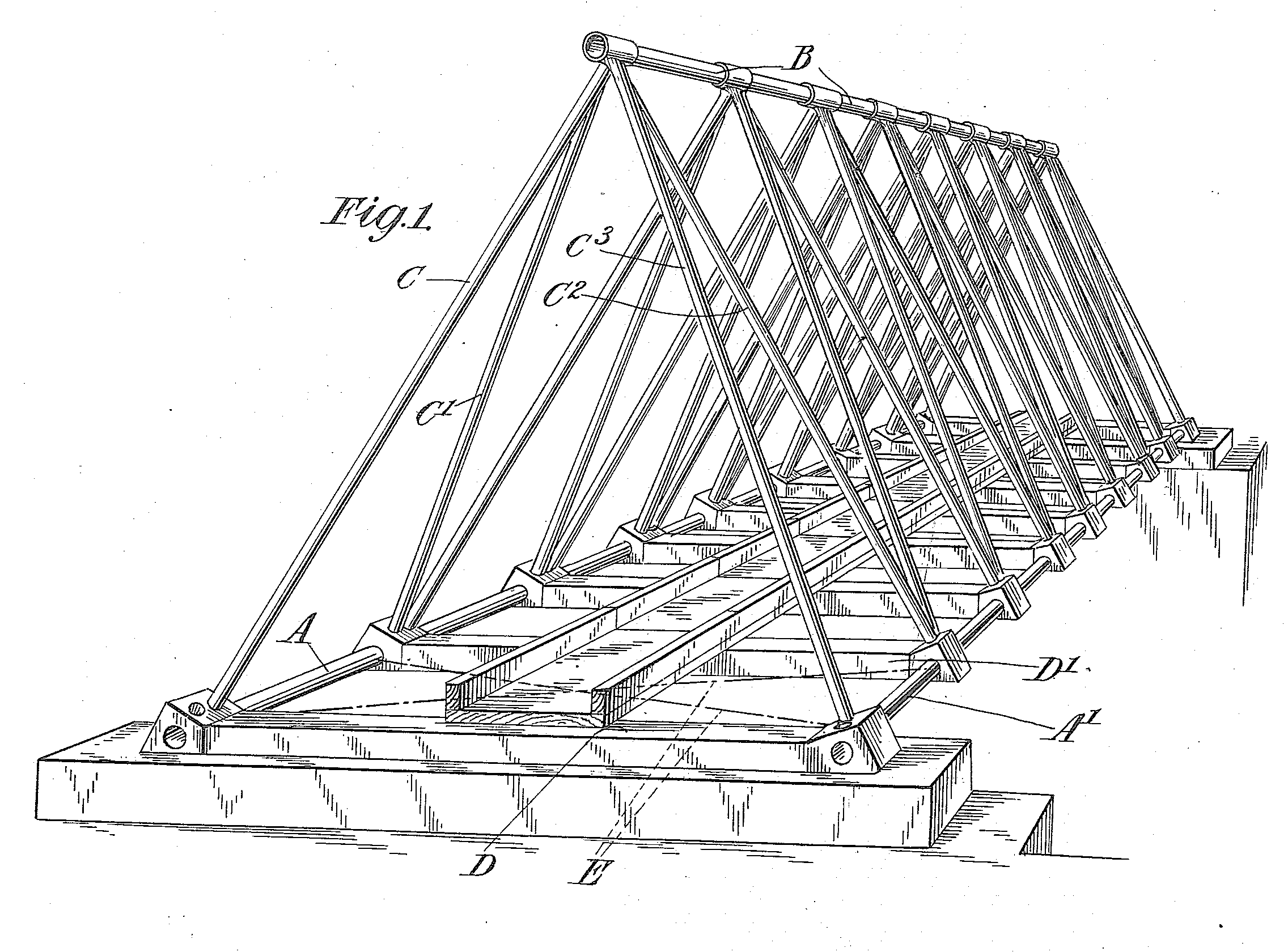
Variante pyramide de la passerelle Inglis

Inglis travaillait aussi pour l'école d'officiers de Cambridge (CUOTC), et reçut le grade de lieutenant en second le 24 mai 1909. Affecté au génie militaire, il observa que cette arme, lorsqu'elle était déployée en opération, avait moins de travail que les autres soldats. Il imagina alors un pont en acier préfabriqué que les hommes pourraient mettre en place et démonter en un seul après-midi. Un général qui inspectait son unité s'intéressa à cette machine et conseilla : « Si vous faites des choses pour l'armée, faites-les simples – pas de gadgets compliqués,. »
Lors de la déclaration de guerre en 1914, Inglis se porta volontaire pour le service actif et fut enrôlé comme assistant-instructeur à l’École du génie militaire (en), avec rang de lieutenant. L'armée s’intéressa bientôt aux pontons préfabriqués d'Inglis ; leur fabrication fut approuvée par une commission d'officiers présidée par le général qui avait inspecté le centre de formation de Cambridge, et auquel Inglis déclara :« I hope, Sir, you will find I have profited by your advice. » Les ponts Inglis furent utilisés par l'Armée britannique jusqu'à la mise en service du pont Bailey, au cours de la Deuxième Guerre mondiale,.

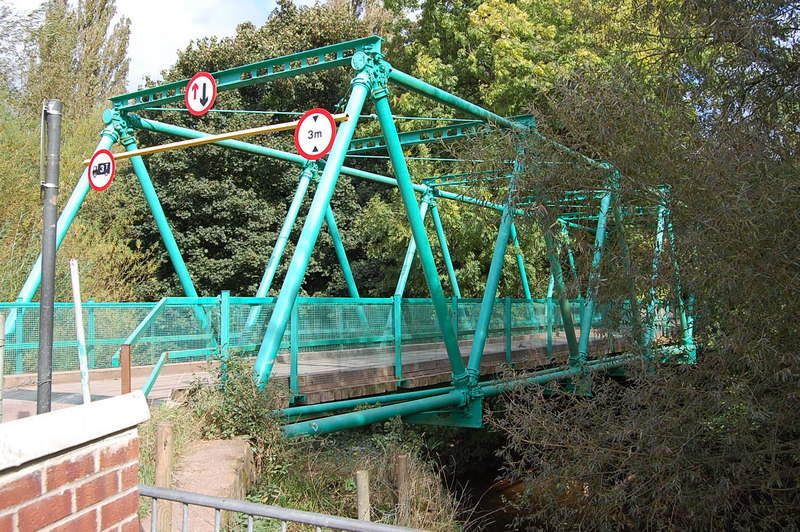
L'un des derniers ponts Inglis (Mark II) franchissant la Monnow

Le pont Inglis était conçu pour pouvoir être monté entièrement à la main : son montage n'exigeait que peu d'outils, et un escadron de 40 sapeurs pouvait lancer un pont de 20 m en 12 heures. C'était au fond un assemblage de quatre poutres Warren de 4,60 m] de portée, faites de tubes en acier, que l'on pouvait rabouter cinq fois de suite au maximum, soit une portée totale de 27,50 m. La conception connut trois stades, la version « Mark II » se caractérisant par une standardisation du motif de base puis, au cours de la Seconde guerre mondiale, la version « Mark III » plus légère grâce au recours à des aciers de plus haute résistance, et permettant même le transit de convois de 26 t,. Inglis fit breveter son pont ainsi que l'assemblage qu'il avait mis au point à cette occasion,. Outre ces ponts, Inglis imagina aussi pendant ce conflit une tour d'observation périscopique.
En 1916, le War Office chargea Inglis de la conception et de l'acheminement des pontons : à ce poste, il se montra un chaud partisan du recours aux ponts à poutres en génie militaire,,. C'est Inglis qui convainquit l'armée que le poids des charpentes massives, essentielles pour la construction des ponts à poutres n'était pas un obstacle à leur mise en place rapide sur le terrain. C'est ainsi que les ponts, notamment le pont Inglis, purent jouer un rôle dans l'entrée en scène des premiers blindés. Inglis fut promu capitaine sur la General List of Officers (en) du 6 mai 1916 et devint officier d'ordonnance attaché au War Office à partir du 26 juin 1917,. Il reçut le brevet de commandant à l'occasion des King's Birthday Honours, le 3 juin 1918. Par la suite, il collabora avec général Le Quesne Martel (en) aux premiers véhicules blindés lanceurs de ponts,. Inglis retrouva la vie civile le 9 mars 1919, non sans avoir été élevé au rang d'Officier de l'Order of the British Empire,.

### Retour à King's College

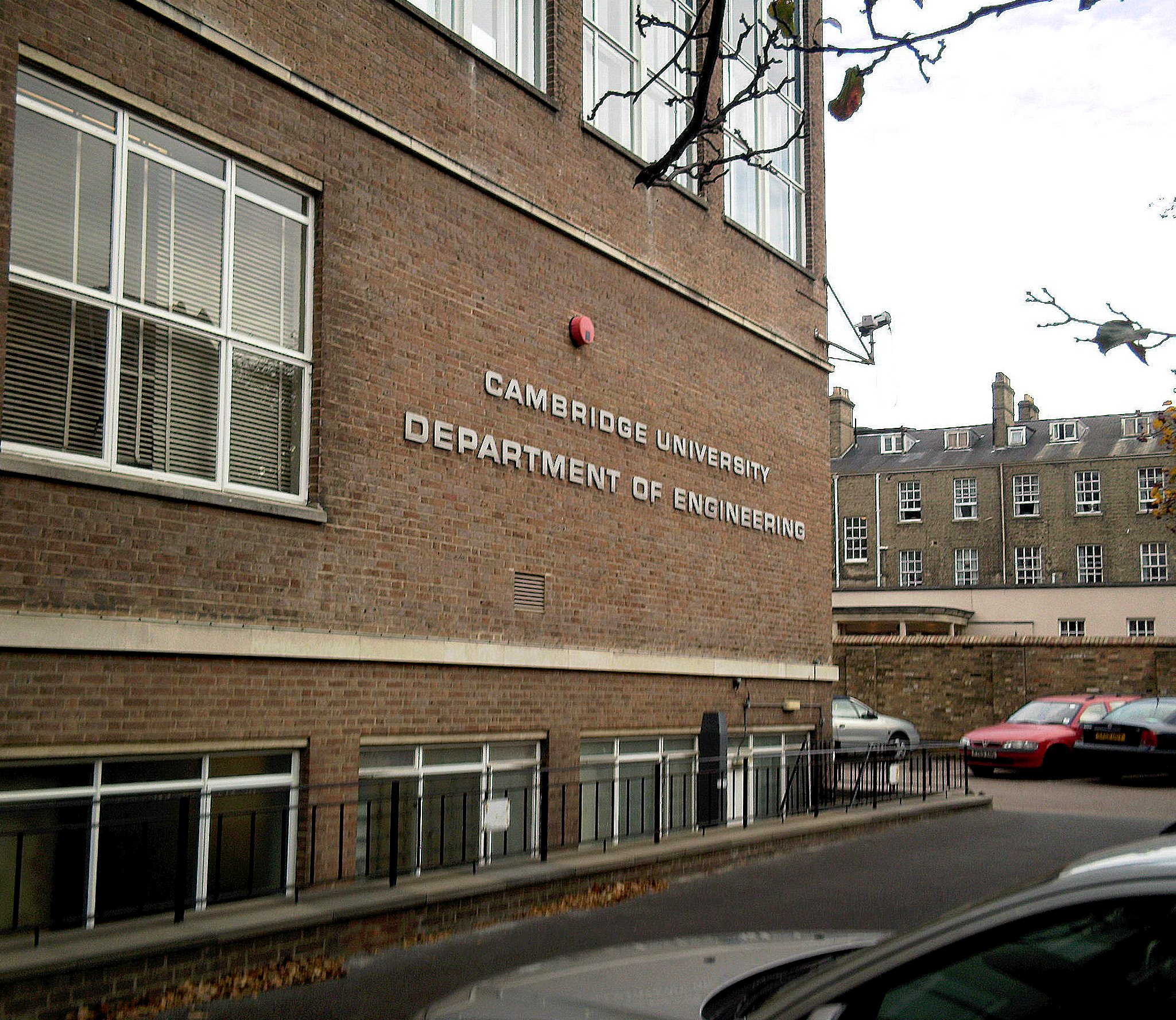
L'actuel département des Sciences de l'Ingénieur de Cambridge se trouve toujours dans Scroope House, achetée par l'université et Inglis en 1924.

Inglis retrouva son bureau de Cambridge en 1918 et fut nommé professeur de construction,. Le 25 mars 1919, Le département des Sciences de l'Ingénieur de l'université lui confia la chaire occupée jusque-là par Hopkinson, mort dans un accident aérien l'année précédente. Sans révolutionner à proprement parler la forme ou le contenu des cours, Inglis en fit le plus gros département de l'université et l'une des meilleures écoles d'ingénieurs d'Angleterre. Pour faire face à la demande accrue d'ingénieurs en ces années de reconstruction, il devait agrandir les salles de classe de son département et même envisager son déménagement de Free School Lane (en). Inglis acheta pour son département le domaine de Scroope House, d'une superficie de 1,6 ha, dans Trumpington Street et fit construire un laboratoire de 4 650 m2 sur ce site dès 1923, puis en 1931 y aménagea des amphithéâtres et une salle de dessin.
Parmi les étudiants qu'Inglis forma à Cambridge, on compte Frank Whittle (l'inventeur du moteur à réaction), James N. Goodier, Morien Morgan (en) (l'un des pères du Concorde) et la députée du parti Conservateur Beryl Platt (en),,. Il était en relation avec l’ingénieur soviétique Iouri Lomonossov et enseigna au biochimiste Albert Chibnall (en),. Quoiqu'il eût formé quelques-uns des plus illustres ingénieurs britanniques du XXe siècle, Inglis était sans illusion quant aux véritables intentions de ses étudiants. Ne leur déclara-t-il pas lors d'un discours de rentrée : « Vos pères, Messieurs, vous ont envoyés à Cambridge pour y recevoir une éducation, non pour devenir ingénieurs. Ils ont estimé, en la circonstance, qu'une formation d'ingénieur était excellente ; mais en l'espace de dix ans, 90% d'entre vous serez des directeurs, que ce soit en bureau d'études, à la fabrication, dans le commerce, la recherche ou même la comptabilité. Les 10% restants seront des juges, des écrivains à succès, etc. » Malgré cela, Inglis cherchait à donner à ses étudiants la formation la plus éclectique possible, afin de leur éviter d'être « prématurément sclérosés par la spécialisation. »

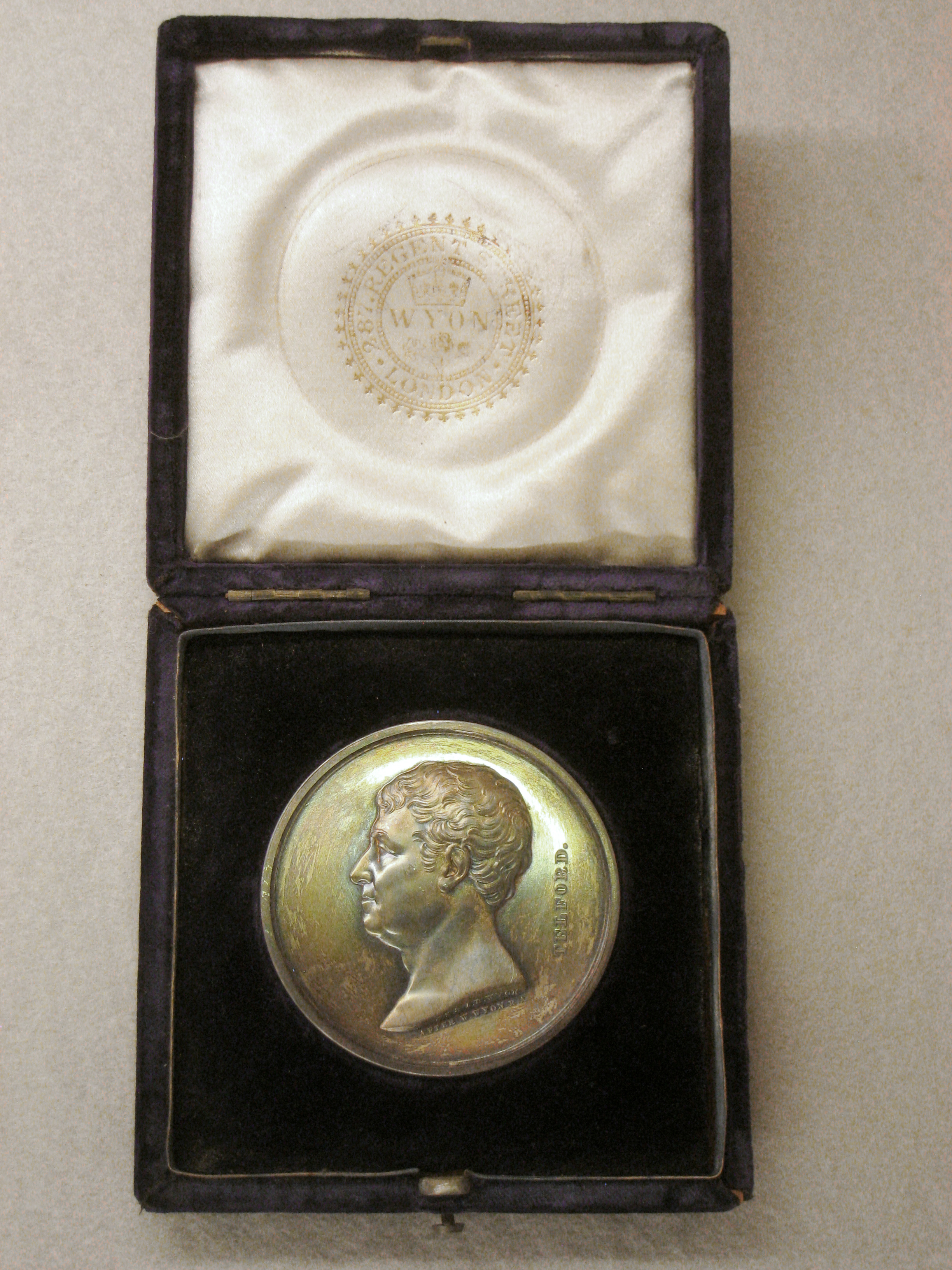
La Médaille Telford a été décernée à Inglis en 1924

Inglis entretenait des contacts étroits avec l’industrie et obtint la création d’une chaire de Construction aéronautique, associée à un centre expérimental voisin du Ministère de l'Air. Il parvint également à convaincre le War Office de former les officiers du corps des Royal Engineers par l’Engineering Tripos de Cambridge. À partir de 1923, Inglis se consacra avec Christopher Hinton à l’analyse des vibrations et de leurs effets sur les ponts ferroviaires,. Il élabora une théorie des vibrations de galop des tabliers de ponts ferroviaires. Il démontra à cette occasion que l'énorme accroissement des amplitudes d’oscillation des ponts lorsque la vitesse des trains dépasse l’excitation de la fréquence de résonance, est due aux suspensions des locomotives. Les recherches d'Inglis sur la vibration des ponts est considérée comme les plus importantes de celles qu'il a menées dans l'Entre-deux guerres. Il conclut ce travail par l’utilisation d’une série trigonométrique et de la méthode de Macaulay afin d’estimer la vibration des poutres à inertie variable ou leur module de flexion. Cette approche annonce celle de Myklestad et Prohl en théorie des machines tournantes.
Inglis fut élu à l’Institution of Civil Engineers en 1923 et devint membre du conseil en 1928. Très actif sur le plan professionnel, il participait aussi aux travaux de l'Institution of Naval Architects, Institution of Structural Engineers (en) et de l’Institution of Waterworks Engineers; il était membre honoraire de l'Institution of Mechanical Engineers (en),,. Inglis fut aussi un auteur prolifique, avec 25 livres et articles académiques traitant d'une multitude de sujets liés à la mécanique ou à l’hydraulique. L’ICE lui décerna la Médaille Telford en 1924 pour son article sur la The Theory of Transverse Oscillations in Girders and its Relation to Live Load and Impact Allowance. En 1926, il prit part à la commission chargée de soulager le trafic des ponts de Waterloo et de St Paul sur la Tamise à Londres. Inglis fonda l'Association des Ingénieurs de Cambridge pour promouvoir les activités sociales à l'Université : Charles Parsons en devint le premier président en 1929. La même année, l'Université d’Édimbourg lui décerna le titre de Docteur honoris causa en droit,.

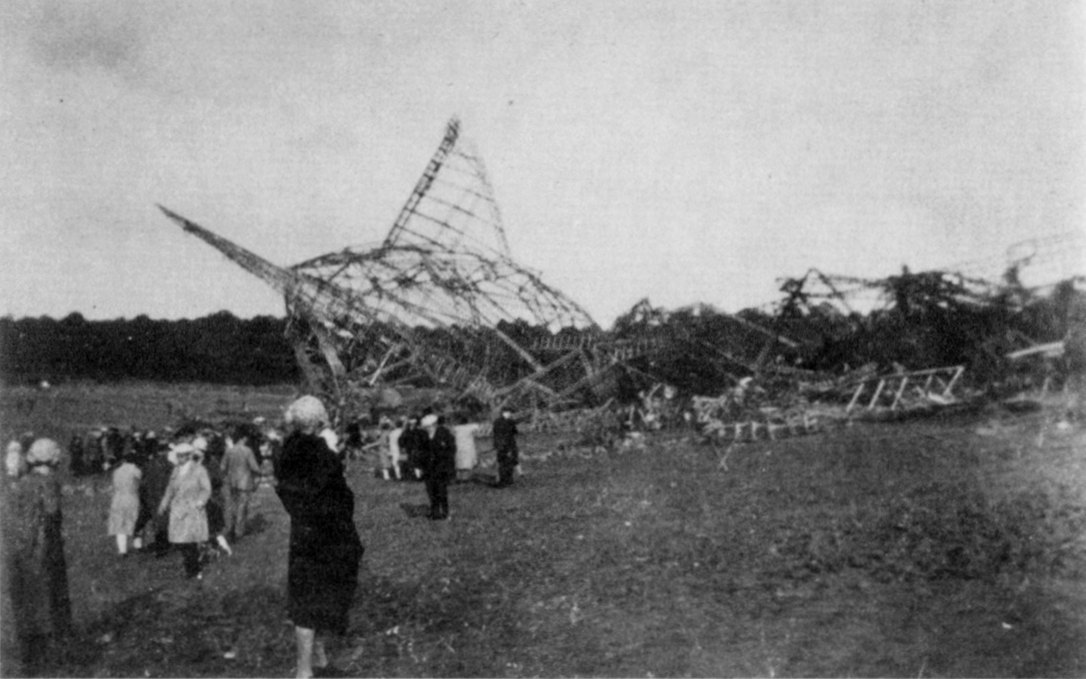
L’épave du dirigeable R101, dont l’accident fut analysé par Inglis en 1930.

En 1930 Inglis faisait partie de la commission d'enquête chargée d'analyser les causes de la catastrophe du dirigeable R101, et la même année devint membre de la Royal Society,. En tant que sociétaire du directoire de la London, Midland and Scottish Railway de 1931 à 1947, il fit mener plusieurs expériences aux laboratoires de Cambridge et parvint ainsi à déterminer les facteurs régissant la période des oscillations transversales, qui résultent du fait que les bogies chassent périodiquement contre les rails. Il mit au point des tests pour mesurer in situ l’usure des rails et des roues.
Inglis presida le Congrès International de Mécanique Théorique et Appliquée de 1934, organisé à Cambridge, et qui allait donner naissance à l’IUTAM,. Il proposa l’élection d’Andrew Robertson (en) à la Royal Society en 1936.

### Deuxième Guerre mondiale et Après-Guerre

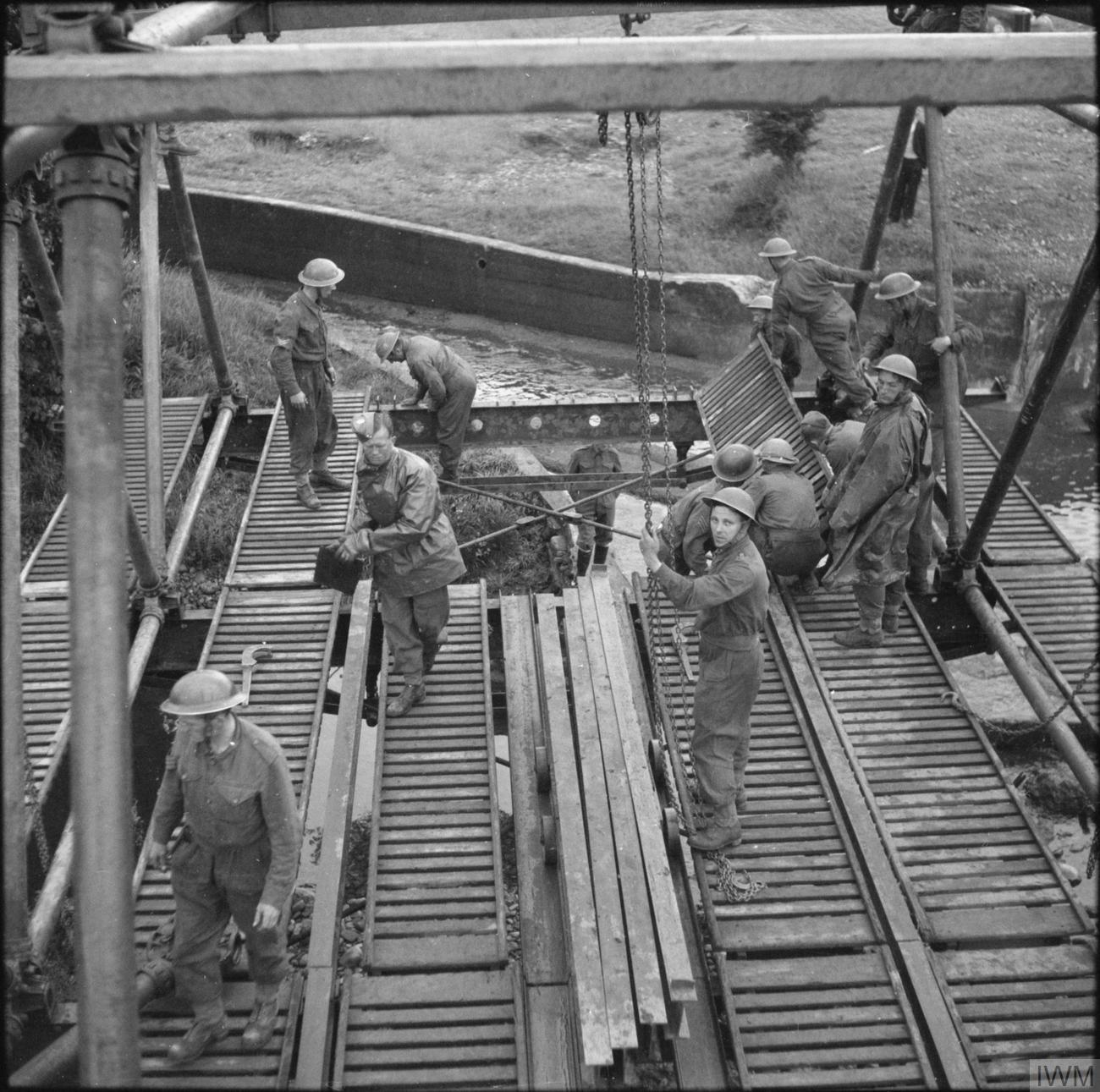
Un pont Inglis Mark III en construction en 1943

Inglis aurait dû prendre sa retraite de l'université en 1940, mais les autorités le persuadèrent de rester trois années supplémentaires ce qui leur permettrait de nommer John Baker (en) à sa succession. Les ponts préfabriqués connurent un regain d'intérêt à la faveur du concept de guerre de mouvement au début de 1940, et c'est ainsi qu'apparut le pont « Mark III. » Toutefois les essais sur le prototype mirent en évidence une faiblesse des bielles supérieures du treillis et on ne pouvait retarder la chaîne de fabrication. Cette ultime version ne fut produite qu'en petites quantités et elle fut remplacée l'année suivante par le pont Bailey, ce qui fut une profonde déception pour Inglis,,. Les ponts Inglis restèrent en service quelque temps à cause de la pénurie d'acier qui frappait l'Angleterre : ils étaient destinés aux services de l'arrière et équipèrent également la 1re Division du Canada.
Inglis fut élu président de l'ICE pour l'exercice 1941–42, après avoir été vice-president en 1938, and gave an inaugural address on the education of engineers that was judged to be one of the best ever given,,.
À sa retraite, Inglis fut nommé vice-préfet de King's College, fonction qu'il exerça de 1943 à 1947. Anobli en 1945, il consacra ses dernières années à réfléchir sur les programmes de sciences de l'ingénieur et rédigea un traité de résistance des matériaux. En hommage à ses qualités d'enseignant, l'université de Cambridge a donné son nom à un bâtiment. Inglis continuait de réfléchir à la formation des ingénieurs ; dans les Proceedings of the Institution of Mechanical Engineers de 1947 il consacra un article à the teaching of engineering mathematics: « Mathematics [required by engineers] though it must be sound and incisive as far as goes, need not be of that artistic and exalted quality which calls for the mentality of the real mathematician. It can be termed mathematics of the tin-opening variety, and in contrast to real mathematicians, engineers are more interested in the contents of the tin than in the elegance of the tin-opener employed. »  Il termina l'année 1951 en année sabbatique à l’Université du Witwatersrand en Afrique du Sud, et mourut au mois d'avril suivant à Southwold (Suffolk), dix-huit jours après sa femme, Eleanor Inglis, disparue le 1er avril 1952,. Le Département des Sciences de l'Ingénieur de l'Université de Cambridge a donné son nom au bâtiment principal.

## Œuvres
- C. Inglis, A Mathematical Treatise on Vibrations in Railway Bridges, Cambridge University Press, 1934 (réimpr. décembre 2015), 230 p. (ISBN 1-107-53652-9, lire en ligne)
- C. Inglis, Applied Mechanics for Engineers, Cambridge University Press, 1951 (réimpr. 1963, Dover)